# Craterul Acraman
Acraman este un crater de impact meteoritic în Australia de Sud, Australia.

## Date generale
Locația sa este marcată de Lacul Acraman, un lac circular care are aproximativ 20 km în diametru.
Descoperirea craterului și descoperirea independentă a ejecțiilor sale au fost raportate în revista Science în 1986. Dovezile care atestă impactul includ prezența conurilor distruse și a cuarțului șocat în roca de bază de pe insulele din Lacul Acraman.
Craterul este profund erodat și dimensiunea sa originală trebuie să fie dedusă prin mijloace indirecte. Unii autori estimează un diametru inițial de până la 85-90 km, în timp ce alții sugerează o dimensiune mai mică, probabil doar 35-40 km, mai aproape de cea a depresiunii în care se află lacul Acraman. Dimensiunea mare estimată ar implica o eliberare de energie de 5,2 × 106 megatone de TNT.
Evenimentul de impact este estimat că a avut loc acum 580 de milioane de ani, în timpul perioadei Ediacaran; această vârstă nu este derivată din crater în sine, ci de la poziția ejecțiilor provocate de impact în cadrul bazinelor sedimentare din jur.

## Galerie de imagini

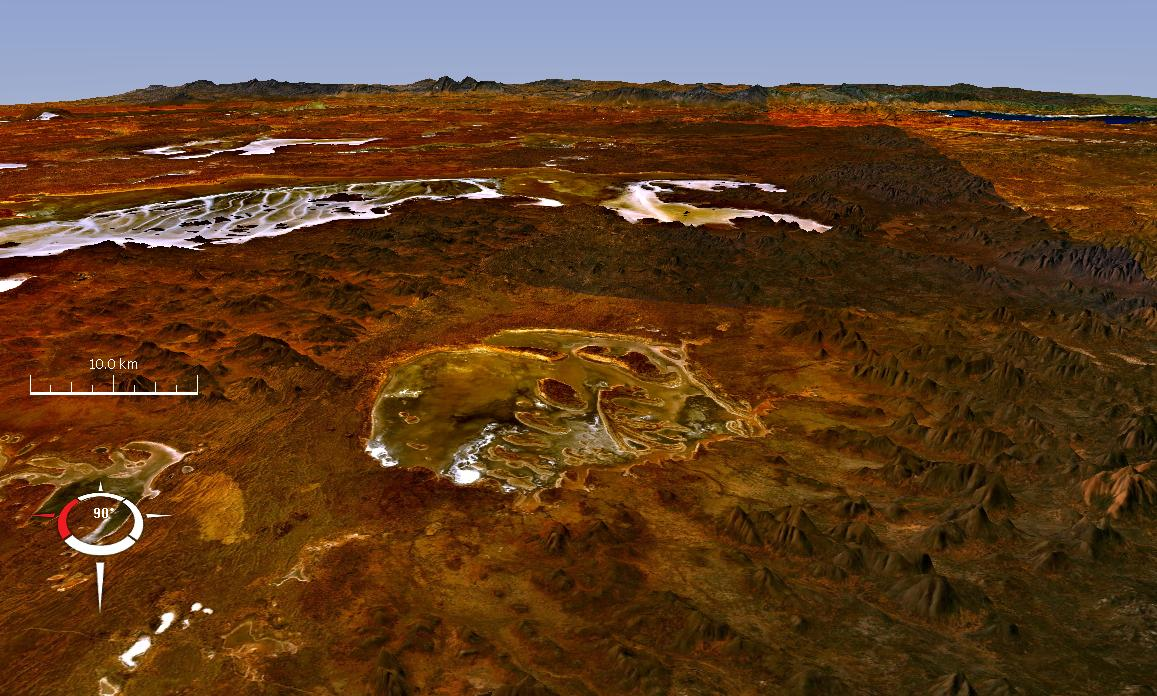
Imagine oblică Landsat a Lacului Acraman.
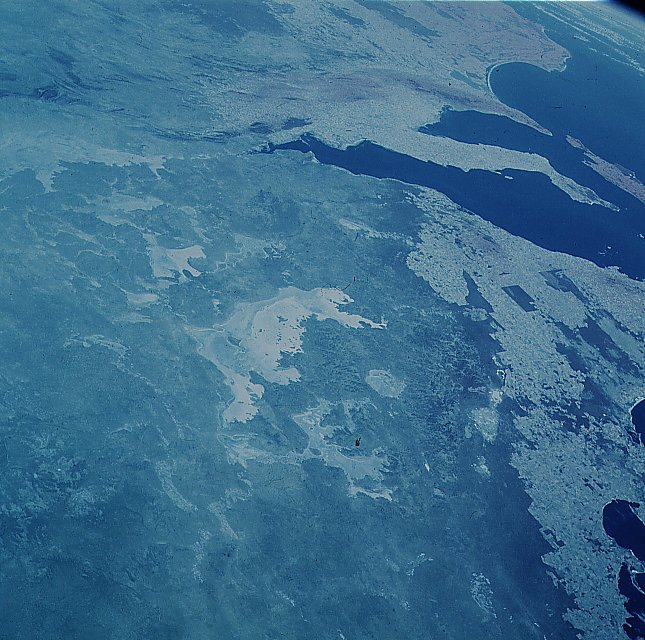
Lacul Acraman.
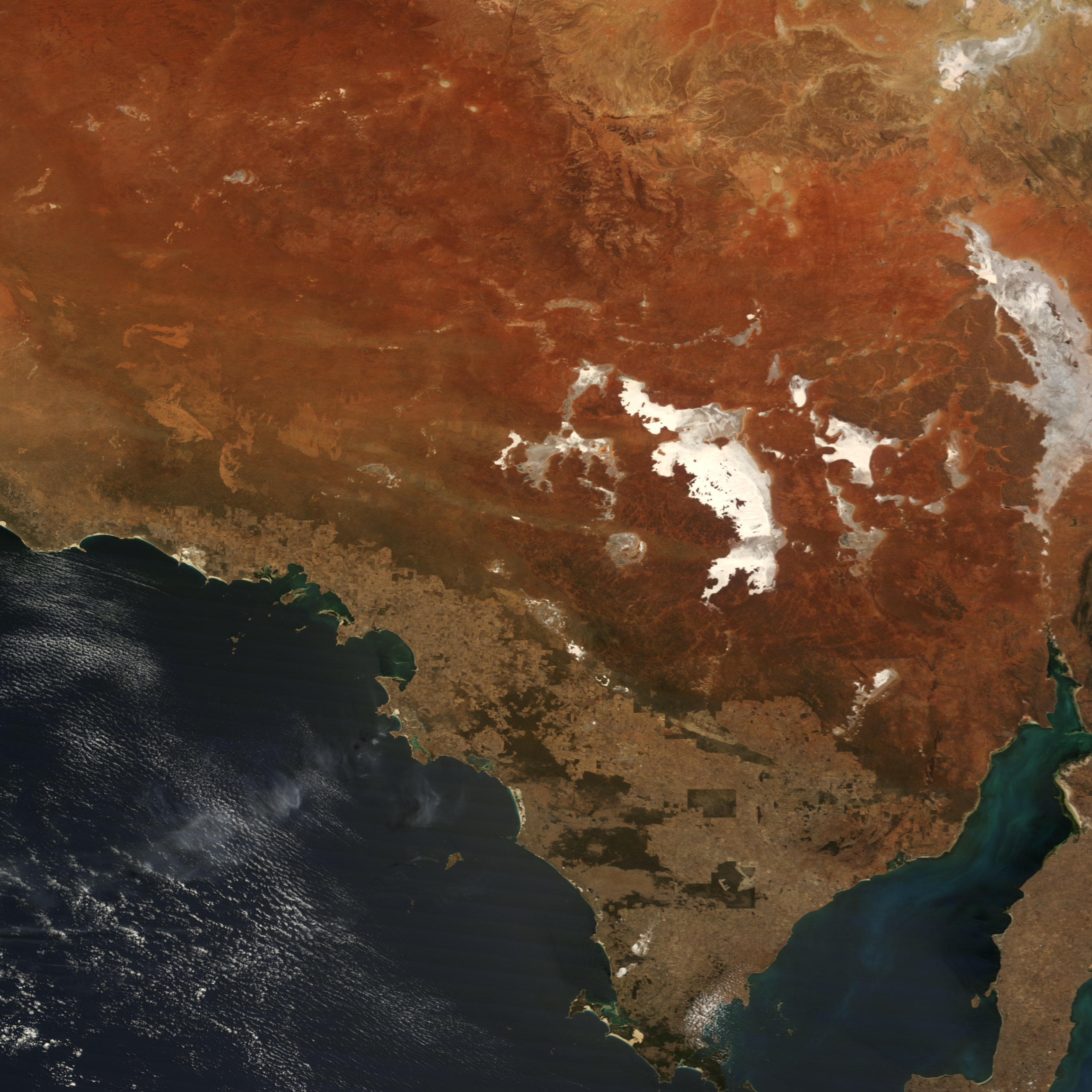
Zona de impact.